# Hitelkiváltás
Hitelkiváltásnak nevezzük, amikor az egyik hitelintézetnél fennálló adósságot másik hitelintézettel rendezik. Innentől kezdve az adósnak a hitelviszonya a régi helyen megszűnik, és az új hitelintézettel szemben vannak kötelezettségei.
A hitelintézet leggyakrabban bank, de más formában működő pénzügyi vállalkozás is lehet.
A köznyelvben gyakran refinanszírozásnak is nevezik a hitelkiváltást, de ez a kifejezés szakmailag nem helyes rá.
A hitelkiváltás leggyakoribb okai:
- Több hitel-, lízing-, esetleg NAV-, illetéktartozás összevonása egy konstrukcióba.
- Kedvezőbb feltétel miatt csökkenthető terhek.
- Futamidő rövidítése.
- Válságkezelés oka miatt lehet akár a futamidőt hosszabbítani.

A gyakran késve törlesztő, esetleg KHR (BAR) listán szereplő ügyfelek valószínűleg csak igen drága lehetőség között keresgélhetnek.
Több és kedvezőbb lehetőségei vannak a jó fizetési morállal rendelkező adósoknak. Amelyik pénzintézetnél a feltételrendszer a piaci átlagnál kedvezőbb, ott szinte biztosan csak a cég által jó adósnak minősített ügyfeleket fogadják be.